# Добрани (община Девол)
Добрани (на албански: Dobranj) е село в Албания, част от община Девол, област Корча.

## География
Селото е разположено на 12 километра източно от град Корча, по горното течение на река Девол в котловина между Грамос и Морава.

## История
Георги Христов обозначава на картата си селото като Добрени.
До 2015 година селото е част от община Божи град (Мирас).